# Ốc bướm
Ốc bướm là một loài động vật thân mềm có mảnh vỏ trong lớp Chân bụng thuộc họ ốc, sống chủ yếu trong các gành đá ở biển, nhiều nhất là vùng biển miền Trung Việt Nam.

## Đặc điểm
Ốc bướm có thân bầu dục, nơi con ốc thông với bên ngoài là một đường rãnh dài có hình răng cưa. Vỏ ốc có nhiều hoa văn sạch đẹp với màu sáng bóng. Ốc bướm con to nhất có thể bằng nắm tay của người lớn. Tuy nhiên, loại ốc thường được sử dụng trong ẩm thực ăn ngon phải là cỡ trung bình bằng ngón chân cái. Đây là một trong những loại ốc có thịt rất ngon, phần thịt trắng hồng nõn nà, thịt chắc, dai và ngọt và có mùi thơm khi luộc.

## Trong ẩm thực
Thường ốc được chế biến thành món ngon bằng cách hấp hoặc nướng. Thông thường thì thực khách chuộng hấp hơn nướng. Trước khi hấp, ốc được ngâm nước, rửa sạch rồi cho vào nồi kèm theo gia vị các loại. Khi ốc chín, trông bóng nhẫy, hơi bốc lên với mùi thơm của thịt ốc.